# Castellammare di Stabia
Castellammare di Stabia este un oraș portuar, care avea în anul 2010 64.506 de locuitori. Orașul este situat în golful Napoli, provincia Napoli regiunea Campania, el se află pe locul așezării antice romane Stabiae. În anul 1654 Castellammare a fost ocupat de trupele franceze aflate sub conducerea prințului Herzog von Guise, tot aici în 1799 câștigă o bătălie generalul francez Jacques MacDonald contra trupelor aliate anglo-napolitane. Docurile construite în 1785 în port au fost folosite în scopuri militare. În prezent amenajările militare din port sunt folosite de concernul Fincantieri. Orașul devine renumit în 2010 când primarul orașului Luigi Bobbio a introdus amendarea consumului de alcool în public, a celor care poartă îmbrăcăminte sumară sau celor care poartă pe stradă fuste mini după ora 22:00.

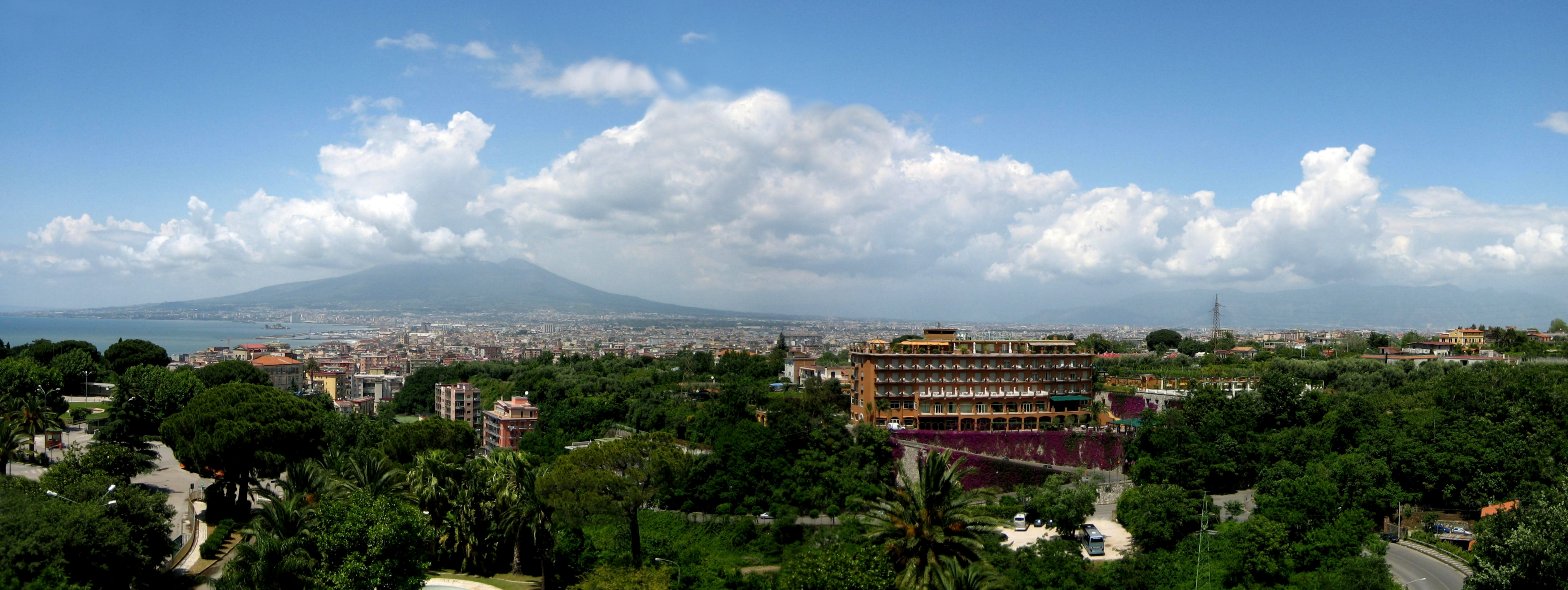
Peisaj cu panorama localității

## Demografie
Castellammare di Stabia - evoluția demografică

|  | Graficele sunt indisponibile din cauza unor probleme tehnice. Mai multe informații se găsesc la Phabricator și la wiki-ul MediaWiki. |

Date: Recensăminte sau birourile de statistică - grafică realizată de Wikipedia

## Personalități marcante
- Giuseppe Bonito, pictor